# Carnival Luminosa
O Carnival Luminosa é um navio de cruzeiros pertencente à Carnival Cruise Line, anteriormente operado pela Costa Crociere como o Costa Luminosa. O navio foi construído pelo estaleiro Fincantieri nas instalações de Marghera.